# 马塞利诺·多斯桑托斯
马塞利诺·多斯桑托斯（葡萄牙語：Marcelino dos Santos；1929年5月20日—2020年2月11日），莫桑比克诗人、左翼革命家、政治人物。

## 生平
1929年5月20日生于葡屬東非隆博，在洛伦索马克斯长大。1948年至1951年在葡萄牙里斯本学习，参加反殖民斗争学生运动。后来在警察干涉下流亡法国，认识了马里奥·平托·德安德拉德等许多志同道合的人。1962年参与创建莫桑比克解放阵线，任外事部书记。1969年至1977年，任副主席。1977年以后，一直任该党中央委员会委员。1975年6月莫桑比克独立后，任发展和经济计划部长。1980年4月3日被免去政府职务，以专职从事党的工作。1977年至1994年，担任莫桑比克人民议会常务委员会委员长（1990年后称莫桑比克共和国议会议长）。
他与萨莫拉·马谢尔是莫桑比克解放阵线党左翼的代表人物，极力拥护马克思列宁主义路线。他一直忠于马列主义，尽管其所在的莫桑比克解放阵线党自1990年代初以来推行资本主义政策，但他表示这是暂时现象。他也是一名诗人，曾出版诗集《非洲人的呐喊》。1986年1月、1992年5月、1997年10月访华。
2020年2月11日在马普托逝世，终年90岁。